# Dridu
Dridu is een Roemeense gemeente in het district Ialomița.
Dridu telt 3443 inwoners.